# Hen Wlad Fy Nhadau
Hen Wlad Fy Nhadau (phát âm Wales:  [Hen wlɑːd və n̥adaɨ]) là quốc ca của xứ Wales. Tiêu đề được lấy từ những từ đầu tiên của bài hát - có nghĩa là "Vùng đất cổ xưa của cha ông tôi" (Tiếng Anh: Land of my Fathers - Thông dụng với tên gọi Mảnh đất tổ tiên). Lời được viết vào tháng 1 năm 1856 bởi Evan James, phổ nhạc lần đầu bởi James James, cư dân Pontypridd, Glamorgan. Bản sao sớm nhất vẫn còn tồn tại và là một phần của bộ sưu tập của Thư viện Quốc gia Wales.

## Lời bài hát
1. ↑  Được dịch sát là: Mảnh đất cổ xưa của cha ông tôi
2. ↑  Ý nghĩa của câu này là: Dù cho phong ba bão táp, thì ngôn ngữ (tiếng Wales), văn hóa, phong tục chúng ta sẽ không bị mai một